# Regierung De Valera VI
Die Regierung De Valera VI war die erste Regierung der Republik Irland, sie amtierte vom 29. Dezember 1937 bis zum 30. Juni 1938.
Die Verfassung der Republik Irland trat am 29. Dezember 1939 in Kraft. Die seit dem 21. Juli 1937 amtierende Regierung des Irischen Freistaats, der 8. Exekutivrat, wurde in gleicher personeller Zusammensetzung mit Inkrafttreten der Verfassung zur ersten Regierung der Republik Irland. Taoiseach (Regierungschef) war Éamon de Valera, der einem Kabinett der Fianna Fáil (FF) vorstand.
Douglas Hyde wurde am 31. Mai 1938 zu ersten Präsident von Irland von Irland gewählt. Er trat sein Amt am 25. Juni an. Der Dáil Éireann (Parlament) wurde am 17. Juni neu gewählt. Die regierende Fianna Fáil errang eine absolute Mehrheit, De Valera wurde als Regierungschef wiedergewählt.

## Zusammensetzung
| Minister                                                                                | Minister          | Minister | Minister          | Minister | Minister      |
| Amt                                                                                     | Name              | Partei   | Amtszeit          | Amtszeit | Amtszeit      |
| --------------------------------------------------------------------------------------- | ----------------- | -------- | ----------------- | -------- | ------------- |
| Taoiseach (Ministerpräsident)                                                           | Éamon de Valera   | FF       | 29. Dezember 1937 | –        | 30. Juni 1938 |
| Tánaiste (Vizeministerpräsident)                                                        | Seán Ó Ceallaigh  | FF       | 29. Dezember 1937 | –        | 30. Juni 1938 |
| Außenminister                                                                           | Éamon de Valera   | FF       | 29. Dezember 1937 | –        | 30. Juni 1938 |
| Bildungsminister                                                                        | Thomas Derrig     | FF       | 29. Dezember 1937 | –        | 30. Juni 1938 |
| Finanzminister                                                                          | Seán MacEntee     | FF       | 29. Dezember 1937 | –        | 30. Juni 1938 |
| Minister für Industrie und Handel                                                       | Seán Lemass       | FF       | 29. Dezember 1937 | –        | 30. Juni 1938 |
| Justizminister                                                                          | Patrick Ruttledge | FF       | 29. Dezember 1937 | –        | 30. Juni 1938 |
| Landminister                                                                            | Gerald Boland     | FF       | 29. Dezember 1937 | –        | 30. Juni 1938 |
| Landwirtschaftsminister                                                                 | James Ryan        | FF       | 29. Dezember 1937 | –        | 30. Juni 1938 |
| Minister für lokale Verwaltung und Gesundheit                                           | Seán Ó Ceallaigh  | FF       | 29. Dezember 1937 | –        | 30. Juni 1938 |
| Minister für Post und Telegraphie                                                       | Oscar Traynor     | FF       | 29. Dezember 1937 | –        | 30. Juni 1938 |
| Verteidigungsminister                                                                   | Frank Aiken       | FF       | 29. Dezember 1937 | –        | 30. Juni 1938 |
| Staatssekretäre                                                                         |                   |          |                   |          |               |
| Amt                                                                                     | Name              | Partei   | Amtszeit          | Amtszeit | Amtszeit      |
| Parlamentarischer Sekretär beim Taoiseach Parlamentarischer Sekretär beim Außenminister | Patrick Little    | FF       | 29. Dezember 1937 | –        | 30. Juni 1938 |
| Parlamentarischer Sekretär beim Finanzminister                                          | Hugh V. Flinn     | FF       | 29. Dezember 1937 | –        | 30. Juni 1938 |
| Parlamentarischer Sekretär beim Minister für Industrie und Handel                       | Seán Moylan       | FF       | 29. Dezember 1937 | –        | 30. Juni 1938 |
| Parlamentarischer Sekretär beim Minister für Land                                       | Seán O’Grady      | FF       | 29. Dezember 1937 | –        | 30. Juni 1938 |
| Parlamentarischer Sekretär beim Minister für lokale Verwaltung und Gesundheit           | Francis Ward      | FF       | 29. Dezember 1937 | –        | 30. Juni 1938 |
| Parlamentarischer Sekretär beim Verteidigungsminister                                   | Seán O’Grady      | FF       | 29. Dezember 1937 | –        | 30. Juni 1938 |